# Goniada congoensis
Goniada congoensis är en ringmaskart som beskrevs av Grube 1877. Goniada congoensis ingår i släktet Goniada och familjen Goniadidae. Utöver nominatformen finns också underarten G. c. hupferi.